# Scotstoun Stadium
Scotstoun Stadium é um estádio localizado em Glasgow, Escócia, Reino Unido, possui capacidade total para 9.708 pessoas, o estádio foi inaugurado em 1872 passando por uma reforma em 1996, é a casa do time de rugby Glasgow Warriors.